# تعلين (جبلة)

تعديل مصدري - تعديل

تعلين محلة تابعة لقرية وادي عبر، التابعة لعزلة الربادي بمديرية جبلة إحدى مديريات محافظة إب في الجمهورية اليمنية، بلغ تعداد سكانها 72 حسب تعداد اليمن لعام 2004.